# Kraftwerk Wehr
Das Kraftwerk Wehr  ist ein Pumpspeicherkraftwerk in Wehr im Süden von Baden-Württemberg. Seine Pumpleistung beträgt 980 MW und seine Generatorleistung 910 MW. Damit ist es das leistungsstärkste Kraftwerk der Schluchseewerk AG und das leistungsstärkste Pumpspeicherkraftwerk in Baden-Württemberg. Bis zur Wiedervereinigung war es das leistungsstärkste Wasserkraftwerk der Bundesrepublik Deutschland.
Das Kraftwerk Wehr ist als Kavernenkraftwerk ausgeführt. Die Höhe der Kaverne beträgt 35 Meter, die Breite 19 Meter und die Länge 219 Meter. Sie ist über einen 1,3 Kilometer langen Zufahrtsstollen zu erreichen. Das Oberbecken des Kraftwerk Wehr ist das Hornbergbecken. Sein nutzbarer Wasserinhalt von 4,4 Millionen Kubikmeter reicht aus, damit das Kraftwerk bei maximaler Leistung über sieben Stunden lang Strom erzeugen kann. Dabei fließen dann rund 160 Kubikmeter Wasser pro Sekunde durch die vier Francis-Turbinen.  Als Unterbecken dient das 630 Meter tiefer gelegene Wehrabecken, das 4,3 Millionen Kubikmeter Wasser fasst.
Das Kraftwerk Wehr wurde zwischen 1968 und 1976 erbaut. Der Energietransport von und zum Kraftwerk erfolgt über eine 6,5 km lange 380-kV-Freileitung zum Umspannwerk Kühmoos.
Der Stolleneingang befindet sich am Unterbecken, die Schaltanlage, bei der die Freileitung beginnt, auf halbem Weg zwischen Unter- und Oberbecken bei 47° 38′ 56″ N, 7° 56′ 11″ O.